# 高田栄作
高田 栄作（たかだ えいさく、文久3年12月7日（1864年1月15日）- 1972年1月31日）は、日本の長寿者。死去した時点で日本における男性としての最高齢者であった。

## 経歴
文久3年12月7日（1864年1月15日）、現在の新潟県に生まれる。家は農家だったが、副業として漁業も営んでおり、高田はその両方で働いた。小学校卒業後内務省に入省し、富山県や長野県などの土木事務所に勤務する。40歳ごろ虫垂炎を患う。少なくとも2回結婚をしており、男2人（長男は1967年までに死去）、女1人の子供と1人の孫に恵まれた。再婚した妻は79歳で死去した。60歳頃に退職し、その後は長野県の山で駅長を務めたり、寺院に住んだりした。また、退職後も農業や漁業の労働をした。1939年に兵庫県神戸市に移住し、90歳まで畑仕事を続けた。1967年の時点では神戸市東灘区住吉町鬼塚に居住していた。1971年9月15日、兵庫県知事の坂井時忠と神戸市長の宮崎辰雄から表彰を受け、「あと10年は生きる」と語ったが、翌1972年1月31日22時頃、神戸市東灘区住吉東町の自宅で老衰のため108歳で死去した。葬儀は同年2月2日13時から自宅にて行われ、喪主は次男が務めた。

## 人物
仏教徒であり、囲碁、書道、謡曲を趣味としていた。1967年時点では健康に大きな問題はなく、野菜や果物、魚を好んで食べており、間食はしなかった。物事にくよくよしないことを長寿の秘訣としており、20時に寝て7時に起きる規則正しい生活を送っていたが、便秘（便通は7日に1回）により下剤を服用していた。時々入浴もしていた。